# Ishii Kikujirō
Ishii Kikujirō (石井 菊次郎, Kikujirō Ishii), né le 24 avril 1866 à Mobara (Japon) et présumé mort le 25 mai 1945 à Tokyo (Japon), est un homme politique et diplomate japonais. Il est ministre des Affaires étrangères entre 1915 et 1916.

## Biographie

### Jeunesse et études
Il naît à Mobara, dans la province de Kazusa (actuelle préfecture de Chiba). Il sort diplômé en droit de l'université de Tokyo.

### Parcours professionnel
Il rejoint le ministère des Affaires étrangères. Sa première fonction d'attaché diplomatique se déroule à l'ambassade du Japon en France en 1891. Il est ensuite envoyé à  Chemulpo (Corée) en 1896 puis à Pékin (Chine) en 1897. Durant la révolte des Boxers, il exerce la fonction d'agent de liaison diplomatique du Japon avec les différentes armées interventionnistes étrangères en Chine.
Il est nommé vice-ministre des Affaires étrangères dans les gouvernements de Katsura Tarō entre 1908 et 1912. Il est élevé au rang de baron (danshaku) dans le système de kazoku le 24 août 1911 ; le 13 juin, il est fait grand cordon de l'ordre du Trésor sacré. Entre 1912 et 1915, il est ambassadeur du Japon en France et entre 1915 et 1916 ministre des Affaires étrangères dans le deuxième gouvernement d'Ōkuma Shigenobu, jouant un rôle majeur dans la normalisation des relations entre le Japon et la Russie.
En 1916, il est fait vicomte (shishaku) et a été nommé à la Chambre des pairs de la Diète du Japon.
Il est connu pour ses efforts afin d'améliorer les relations entre les États-Unis et le Japon alors que les tensions augmentaient sur le sujet de la Chine et que les Japonais vivant aux États-Unis étaient victimes de racisme. Son approche reflète sa forte conviction que les bonnes relations entre les deux pays étaient nécessaires pour garantir la croissance économique et l'avenir politique du Japon. Comme envoyé spécial aux États-Unis à partir de 1917-1918, il a négocié l'accord Lansing-Ishii, qui visait à désamorcer les différends entre les deux nations, mais dont la portée fut limitée en raison de la réticence des deux gouvernements à faire des concessions. Il reste ensuite aux États-Unis comme ambassadeur entre 1918 et 1919, en essayant toujours de réduire les tensions créées par l'intervention sibérienne de forces japonaises dans l'Extrême-Orient russe, dans le cadre du soutien occidental aux forces russes blanches contre les bolcheviks.
Il voyage en Europe pour prendre part à la conférence de paix de Paris (1919) et s'implique sur le dossier de la frontière entre l'Allemagne et la Pologne.
Ente 1920 et 1927, Kikujiro est à nouveau nommé ambassadeur de France. Il participe à la fondation de l'Institut des hautes études internationales en rejoignant son comité d'honneur, aux côtés de Léon Bourgeois et de Raymond Poincaré. Entre 1923 et 1926, parallèlement à son activité de diplomate, il devient président du Conseil et de l'Assemblée de la Société des Nations. Il a également été le chef de la délégation japonaise à la conférence navale de Genève (en) (1927).
Après être retourné au Japon, il est membre du Conseil privé entre 1925 et 1945, dans lequel il se distingue par son opposition au pacte tripartite entre le Japon, l'Allemagne nazie et l'Italie fasciste.
Au cours du troisième bombardement de Tokyo, le 25 mai 1945, il est aperçu une dernière fois alors qu'il se rendait au Meiji-jingū, considéré comme un abri sûr. Il n'y est pas arrivé et n'a ensuite plus jamais été revu. Présumé mort, son corps n'a jamais été retrouvé.